# Arnolf Uchański
Arnolf Uchański herbu Radwan (ur. ok. 1503/1506 roku – zm. 1575) – wojewoda płocki w 1562 roku, kasztelan raciąski w 1561 roku, kasztelan zakroczymski w 1556 roku, kasztelan liwski w 1554 roku, łowczy bełski w latach 1539–1553, starosta wyszogrodzki w 1551 roku.
Brat Jakuba Uchańskiego, w 1550 znany jako właściciel miasta i dóbr Uchanie.
Poseł na sejm krakowski 1553 roku z ziemi chełmskiej. Jako przedstawiciel Korony Królestwa Polskiego podpisał akt unii lubelskiej 1569 roku. Był uczestnikiem zjazdu w Łowiczu 23 lipca 1572 roku. W 1573 roku potwierdził elekcję Henryka III Walezego na króla Polski.